# Lachaisea hemimucro
Lachaisea hemimucro is een vliesvleugelig insect uit de familie Eurytomidae. De wetenschappelijke naam is voor het eerst geldig gepubliceerd in 1981 door Wiebes.